# Josef Kallinikow
Josef Fjodorowitsch Kallinikow (russisch Иосиф Фёдорович Каллиников, wiss. Transliteration Iosif Fëdorovič Kallinikov; * 1. Januarjul. / 13. Januar 1890greg.; † 4. Mai 1934 in Teplice) war ein russischer Schriftsteller, ab 1933 mit tschechoslowakischer Staatsbürgerschaft.

## Leben und Werk
Kallinikow war Sohn eines Postbeamten, Enkel eines Diakons und verbrachte daher fast seine gesamte Kindheit in Kirchen und Klöstern. Nach seiner Schulzeit in Orjol studierte er von 1911 bis 1916 Wirtschaft an der Polytechnischen Peter-der-Große-Universität Sankt Petersburg. Kallinikows erste Gedichtsammlung Крылатые песни wurde 1915 als Manuskript veröffentlicht; im selben Jahr folgte die Gedichtsammlung Песни войны. Im Jahr 1916 machte er die Bekanntschaft von Maxim Gorki.
Der Russische Bürgerkrieg unterbrach Kallinikows schriftstellerisches Schaffen, als Kallinikow 1919 für Denikins Armee mobilisiert wurde und bald schwer erkrankte. Zur Behandlung nach Noworossijsk geschickt, wurde er mit Überresten weißer Truppen evakuiert und verbrachte zwei Jahre in einem Flüchtlingslager bei Alexandria. Von dort aus gelangte er 1922 nach Prag und versuchte, seine Schriftstellerlaufbahn wieder aufzunehmen.
Dank der Vermittlung von Gorki und Weressajew gelang es Kallinikow aus dem Exil heraus, in Moskau die Geschichtensammlung Баба-змея und die ersten Bände der Мощи (ursprünglicher Titel: Белые берега; Titel der deutschen Übersetzung: Frauen und Mönche) zu veröffentlichen.
Der vierte Band (Пещь огненная) wurde allerdings von der Zensur nicht zugelassen und erschien 1930 in Berlin. Das Werk wurde als „pornografisch“ und „konterrevolutionär“ aus den sowjetischen Bibliotheken entfernt. Im Jahre 1931 erschien in Leipzig sowie der Tschechoslowakei und Spanien unter Umgehung der Originalsprache das Buch Leo Tolstoi – die Tragödie seiner Ehe, in Kallinikows Worten ein „literarisch-künstlerischer psychoanalytischer Essay auf sozialer Basis“. Im selben Jahr kam auf Deutsch der Roman Die Frau Abt und ihr Reich heraus. Im Jahr 1932 erschien dann in London The Land of Bondage über das Leben russischer Flüchtlinge im britischen Protektorat Ägypten.
Kallinikow, dessen Bücher im Mai 1933 den nationalsozialistischen Bücherverbrennungen zum Opfer fielen, übersetzte epische und dramatische Werke unter anderem von Karel Čapek, Josef Kopta, František Langer und Jiří Mahen.

## Deutschsprachige Veröffentlichungen
- Frauen und Mönche (Мощи). Übertragung aus dem Russischen: Wolfgang E. Groeger. Bd. 1 – 2. Haessel, Leipzig 1928. Weitere Ausgaben der Groeger-Übersetzung (Auswahl):
  - Frauen und Mönche. Roman. Bertelsmann, Gütersloh 1974.
  - Frauen und Mönche. Roman. Non Stop-Bücherei, Berlin 1958.
  - Frauen und Mönche. Roman. Nachwort: Hermann Kesten. Herbig, Berlin 1953.
  - Frauen und Mönche. Roman. Vorwort: Werner Mahrholz. Kittls Nachf., Mährisch-Ostrau 1934.
- Leo Tolstoi. Die Tragödie seiner Ehe. Nach dem russischen Manuskript übersetzt von Wolfgang E. Groeger. Haessel, Leipzig 1931. Weitere Ausgaben der Groeger-Übersetzung:
  - Leo Tolstoi. Die Tragödie seiner Ehe. Kittls Nachf., Mährisch-Ostrau 1934.
- Die Frau Abt und ihr Reich. Roman. Nach dem russischen Manuskript übersetzt von Wolfgang E. Groeger. Haessel, Leipzig 1931. Weitere Ausgaben der Groeger-Übersetzung (Auswahl):
  - Frau Abt und ihr Reich. Roman. Bertelsmann, Gütersloh 1978.
  - Frau Abt und ihr Reich. Roman. Non Stop-Bücherei, Berlin 1966.
  - Die Frau Abt und ihr Reich. Roman. Kittls Nachf., Mährisch-Ostrau 1934.